# 互惠利他主義
互惠利他主義（英語：Reciprocal altruism），或稱互利主義等，是一種利他主義，其動機是透過首先幫助其他個體，然後從該（些）個體獲得利益。 互惠利他主義是由羅伯特·泰弗士（Robert Trivers）在1971年提出；泰弗士並未將導致群體共同利益的活動（例如聯合掠奪性探險）定義為互惠利他主義。他對互惠利他主義至少強加了三個條件：行動必須幫助接受者，但給給予者帶來一些成本；回報必須延遲進行，且其實現必須存在不確定性。因此，互惠利他主義需要個體擁有記憶力、持久的關係和穩定性。 泰弗士最初創建了用於演化生物學研究的互惠利他主義的概念，但它已被應用於社會科學。
互惠的利他主義不是無私的利他主義，因此可能會被質疑到底是真正的利他主義，或只是一種自私。

显示互惠利他主义的图表